# Primera División 1961/62
Die Primera División 1961/62 war die 31. Spielzeit der höchsten spanischen Fußballliga. Sie startete am 2. September 1961 und endete am 1. April 1962.

## Vor der Saison
- Als Titelverteidiger ging der siebenfache Meister Real Madrid ins Rennen. Letztjähriger Vizemeister wurde Atlético Madrid.
- Aufgestiegen aus der Segunda División sind CA Osasuna und CD Teneriffa.

## Vereine
| Verein            | Stadt                  | Stadion                           |
| ----------------- | ---------------------- | --------------------------------- |
| CF Barcelona      | Barcelona              | Camp Nou                          |
| Español Barcelona | Barcelona              | Estadi Sarrià                     |
| Atlético Bilbao   | Bilbao                 | Estadio San Mamés                 |
| FC Elche          | Elche                  | Camp de Altabix                   |
| Real Madrid       | Madrid                 | Estadio Santiago Bernabéu         |
| Atlético Madrid   | Madrid                 | Estadio Metropolitano             |
| RCD Mallorca      | Palma de Mallorca      | Estadio Lluis Sitjar              |
| Real Oviedo       | Oviedo                 | Estadio Carlos Tartiere           |
| CA Osasuna        | Pamplona               | Estadio San Juan                  |
| CD Teneriffa      | Santa Cruz de Tenerife | Estadio Heliodoro Rodríguez López |
| Real Santander    | Santander              | Estadio El Sardinero              |
| Real Saragossa    | Saragossa              | La Romareda                       |
| Real Sociedad     | San Sebastián          | Estadio de Atotxa                 |
| Betis Sevilla     | Sevilla                | Estadio Benito Villamarín         |
| FC Sevilla        | Sevilla                | Estadio Ramón Sánchez Pizjuán     |
| FC Valencia       | Valencia               | Estadio Mestalla                  |

## Abschlusstabelle
| Pl. | Verein              | Sp. | S  | U  | N  | Tore    | Diff. | Punkte |
| --- | ------------------- | --- | -- | -- | -- | ------- | ----- | ------ |
| 1.  | Real Madrid (M)     | 30  | 19 | 5  | 6  | 058:240 | +34   | 43:17  |
| 2.  | CF Barcelona        | 30  | 18 | 4  | 8  | 081:460 | +35   | 40:20  |
| 3.  | Atlético Madrid (P) | 30  | 15 | 6  | 9  | 050:360 | +14   | 36:24  |
| 4.  | Real Saragossa      | 30  | 15 | 5  | 10 | 070:510 | +19   | 35:25  |
| 5.  | Atlético Bilbao     | 30  | 12 | 8  | 10 | 052:380 | +14   | 32:28  |
| 6.  | FC Sevilla          | 30  | 12 | 7  | 11 | 048:450 | +3    | 31:29  |
| 7.  | FC Valencia         | 30  | 12 | 7  | 11 | 050:500 | ±0    | 31:29  |
| 8.  | FC Elche            | 30  | 10 | 9  | 11 | 052:520 | ±0    | 29:31  |
| 9.  | Betis Sevilla       | 30  | 10 | 8  | 12 | 039:510 | −12   | 28:32  |
| 10. | Real Oviedo         | 30  | 10 | 7  | 13 | 027:470 | −20   | 27:33  |
| 11. | RCD Mallorca        | 30  | 11 | 5  | 14 | 030:470 | −17   | 27:33  |
| 12. | CA Osasuna (N)      | 30  | 10 | 7  | 13 | 054:590 | −5    | 27:33  |
| 13. | Español Barcelona   | 30  | 8  | 10 | 12 | 045:550 | −10   | 26:34  |
| 14. | Real Santander      | 30  | 11 | 4  | 15 | 035:540 | −19   | 26:34  |
| 15. | Real Sociedad       | 30  | 9  | 5  | 16 | 037:490 | −12   | 23:37  |
| 16. | CD Teneriffa (N)    | 30  | 6  | 7  | 17 | 033:570 | −24   | 19:41  |

Platzierungskriterien: 1. Punkte – 2. Direkter Vergleich (Punkte, Tordifferenz, geschossene Tore) – 3. Tordifferenz – 4. geschossene Tore

| (M) | amtierender Meister              |
| (P) | amtierender Pokalsieger          |
| (N) | Neuaufsteiger der letzten Saison |

## Kreuztabelle
| 1961/62           | Real Madrid | CF Barcelona |     | Real Saragossa | Atlético Bilbao |     | FC Valencia | FC Elche | Betis Sevilla | Real Oviedo | RCD Mallorca | CA Osasuna | Español Barcelona | Real Santander | Real Sociedad | CD Teneriffa |
| ----------------- | ----------- | ------------ | --- | -------------- | --------------- | --- | ----------- | -------- | ------------- | ----------- | ------------ | ---------- | ----------------- | -------------- | ------------- | ------------ |
| Real Madrid       |             | 2:0          | 2:1 | 2:1            | 3:0             | 2:1 | 4:1         | 3:1      | 2:0           | 4:1         | 2:0          | 2:2        | 3:1               | 6:0            | 1:0           | 0:0          |
| CF Barcelona      | 3:1         |              | 5:1 | 1:1            | 4:2             | 3:2 | 4:0         | 3:2      | 6:1           | 4:1         | 3:2          | 3:1        | 2:0               | 8:0            | 5:0           | 5:2          |
| Atlético Madrid   | 1:0         | 1:1          |     | 3:0            | 2:0             | 4:0 | 0:0         | 5:2      | 1:0           | 5:1         | 1:1          | 4:2        | 5:2               | 1:0            | 1:0           | 1:0          |
| Real Saragossa    | 2:1         | 3:2          | 1:1 |                | 4:2             | 3:2 | 3:0         | 1:1      | 4:0           | 5:1         | 3:0          | 6:3        | 3:0               | 6:1            | 6:3           | 3:1          |
| Atlético Bilbao   | 0:2         | 3:2          | 5:1 | 1:0            |                 | 5:1 | 0:0         | 1:1      | 1:0           | 0:1         | 3:0          | 0:0        | 1:2               | 0:1            | 3:3           | 5:0          |
| FC Sevilla        | 1:1         | 1:0          | 1:1 | 4:0            | 2:1             |     | 2:0         | 2:0      | 1:2           | 3:1         | 0:0          | 0:0        | 3:1               | 3:1            | 3:0           | 2:1          |
| FC Valencia       | 3:2         | 6:2          | 2:1 | 1:1            | 2:2             | 2:1 |             | 0:0      | 2:0           | 3:0         | 3:1          | 2:0        | 4:2               | 2:1            | 5:1           | 2:1          |
| FC Elche          | 0:0         | 1:2          | 1:2 | 5:3            | 2:2             | 1:0 | 2:1         |          | 1:1           | 1:1         | 2:0          | 6:2        | 6:2               | 2:1            | 4:2           | 3:0          |
| Betis Sevilla     | 2:1         | 2:3          | 2:1 | 2:2            | 1:1             | 3:1 | 3:1         | 5:1      |               | 2:0         | 0:1          | 1:1        | 3:3               | 1:0            | 2:1           | 2:0          |
| Real Oviedo       | 1:0         | 0:2          | 0:0 | 0:2            | 0:1             | 1:1 | 1:0         | 1:1      | 1:1           |             | 1:0          | 2:0        | 1:0               | 2:1            | 1:0           | 1:0          |
| RCD Mallorca      | 0:2         | 3:1          | 0:3 | 1:0            | 1:3             | 3:2 | 3:0         | 3:1      | 1:0           | 2:0         |              | 2:0        | 1:5               | 0:0            | 1:0           | 1:1          |
| CA Osasuna        | 1:3         | 3:1          | 3:1 | 5:1            | 0:4             | 1:3 | 5:2         | 3:0      | 4:0           | 2:2         | 4:1          |            | 2:2               | 2:1            | 0:1           | 3:1          |
| Español Barcelona | 1:1         | 1:1          | 3:0 | 1:3            | 0:3             | 0:1 | 2:2         | 0:0      | 2:2           | 1:1         | 0:2          | 3:0        |                   | 3:2            | 2:2           | 2:0          |
| Real Santander    | 0:2         | 1:1          | 1:0 | 2:1            | 2:0             | 1:1 | 3:2         | 3:1      | 1:0           | 3:0         | 4:0          | 1:3        | 1:3               |                | 1:0           | 2:1          |
| Real Sociedad     | 0:1         | 2:1          | 1:0 | 1:0            | 0:2             | 4:1 | 1:1         | 2:1      | 6:0           | 2:0         | 0:0          | 1:1        | 0:1               | 3:0            |               | 0:1          |
| CD Teneriffa      | 0:3         | 1:3          | 0:2 | 4:2            | 1:1             | 3:3 | 2:1         | 1:3      | 1:1           | 1:4         | 3:0          | 3:1        | 0:0               | 0:0            | 4:1           |              |

### Relegation
|                   | Gesamt |                 | Hinspiel | Rückspiel |
| ----------------- | ------ | --------------- | -------- | --------- |
| Español Barcelona | 1:2    | Real Valladolid | 1:0      | 0:2       |
| CD Málaga         | 3:1    | Real Santander  | 3:0      | 0:1       |

## Nach der Saison
Internationale Wettbewerbe
- 1. – Real Madrid – Europapokal der Landesmeister
- 2. – CF Barcelona – Messepokal
- Titelverteidiger Europapokal der Pokalsieger – Atlético Madrid – Europapokal der Pokalsieger
- 4. – Real Saragossa – Messepokal
- 7. – FC Valencia – Messepokal
- Finalist der Copa del Rey – FC Sevilla – Europapokal der Pokalsieger

Absteiger in die Segunda División
- 13. – Español Barcelona
- 14. – Real Santander
- 15. – Real Sociedad
- 16. – CD Teneriffa

Aufsteiger in die Primera División
- Deportivo La Coruña
- FC Córdoba
- Real Valladolid
- CD Málaga

## Pichichi-Trophäe
Die Pichichi-Trophäe wird jährlich für den besten Torschützen der Spielzeit vergeben.
| Pl. | Nat.           | Spieler            | Verein         | Tore |
| --- | -------------- | ------------------ | -------------- | ---- |
| 1   | Peru           | Juan Seminario     | Real Saragossa | 25   |
| 2   | Ungarn 1957    | Ferenc Puskás      | Real Madrid    | 20   |
|     | Brasilien 1960 | Evaristo de Macedo | CF Barcelona   | 20   |

## Die Meistermannschaft von Real Madrid
| 1.          | Real Madrid |
| Real Madrid | - Tor: José Araquistain (25/-); José Vicente Train (3/-); Rogelio Domínguez (2/-) - Abwehr: Pedro Casado (17/-); Marquitos (5/-); Vicente Miera (25/-); Pachín (26/1); Isidro Sánchez (19/-); José Emilio Santamaría (26/-) - Mittelfeld: Canário (4/-); Antonio Ruiz Cervilla (15/-); Felo (7/-); Félix Ruiz (12/3); Luis del Sol (26/5); José María Vidal (9/-); José María Zárraga (2/-) - Sturm: Manuel Bueno (4/1); Antonio Gento (3/-); Francisco Gento (25/6); Pepillo (5/-); Ferenc Puskás (23/20); Alfredo Di Stéfano (23/11); Justo Tejada (24/9) - Trainer: Miguel Muñoz |